# Fuťienská lidová vláda

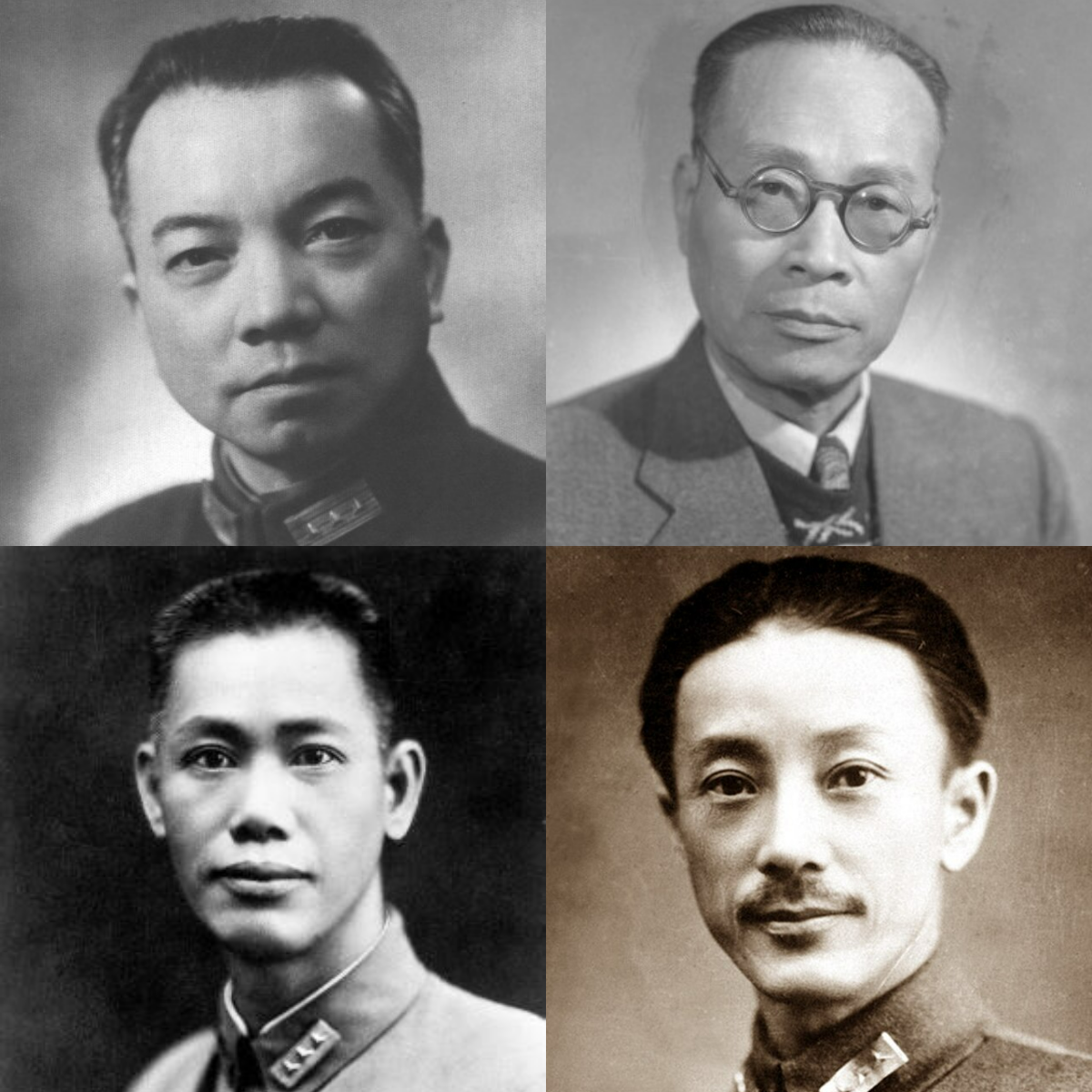
Hlavní představitelé lidové vlády ve Fu-ťienu, vlevo nahoře: Li Ťi-šen; vpravo nahoře: Čchen Ming-šu;
vlevo dole: Cchaj Tching-kchaj; vpravo dole: Ťiang Kuang-naj.

Fuťienská lidová vláda ( čínsky v českém přepisu Fu-ťien žen-min čeng-fu, pchin-jinem Fújiàn Rénmín Zhèngfǔ, znaky 福建人民政府) byla krátkodobá anti-kuomintangská vláda, která ustanovila další Čínskou republiku v provincii Fu-ťien. Existovala od 22. listopadu 1933 do 13. ledna 1934. Povstání, které vedlo k jejímu vzniku, a její porážka vojsky kuomintangské Čínské republiky jsou známé jako Fuťienský incident (čínsky v českém přepisu min-pien, pchin-jinem Mǐnbiàn, znaky 閩變) nebo Fuťienská vzpoura  (čínsky v českém přepisu Fu-ťien š’-pien, pchin-jinem Fújiàn Shìbiàn, znaky 福建事變).

## Průběh událostí

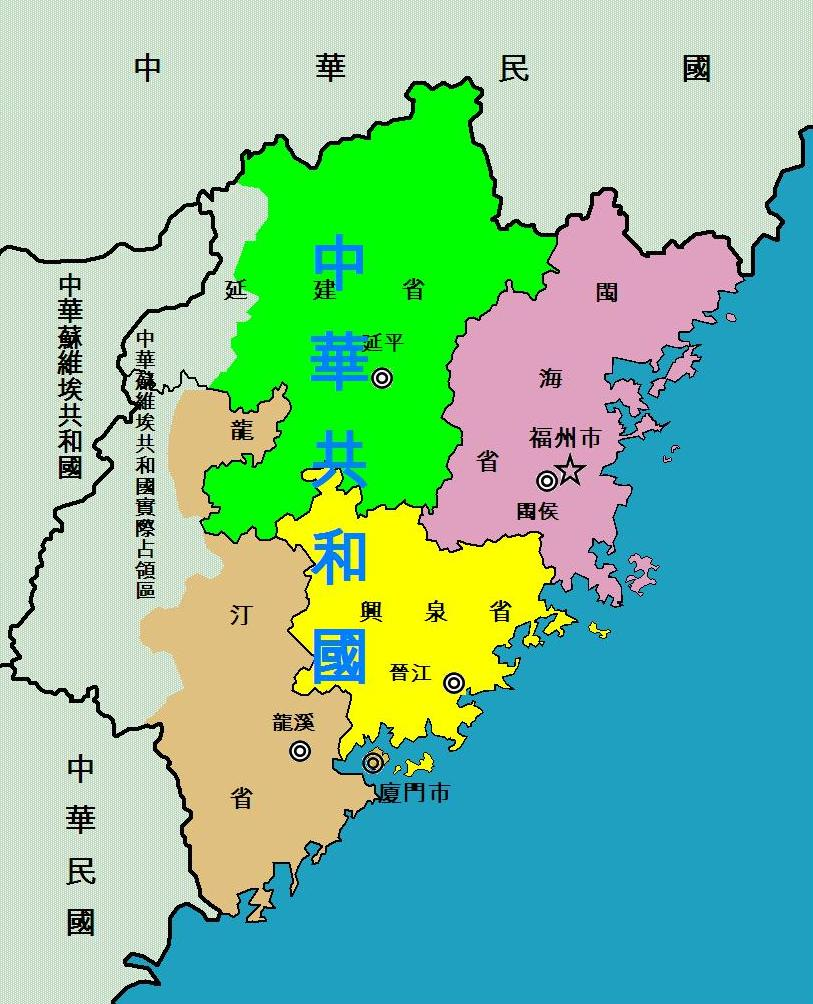
Mapa správního členění regionu pod kontrolou Fuťienské lidové vlády, severně území Kuomintangu, západně zóna komunistů, jihozápadně provincie Kuang-tung.

V lednu–březnu 1932 proběhly v Šanghaji tvrdé boje čínské Národní revoluční armády podléhající kuomintangské vládě Čínské republiky (v čele s Čankajškem) s japonskou armádou. Na čínské straně si uznání za bojové kvality získala 19. pochodová armáda převelená do Šanghaje z jihočínské provincie Kuang-tung. Po ukončení bojů poslal Čankajšek 19. pochodovou armádu do Fu-ťienu, aby se podílela na boji s komunistickou armádou ovládající jihovýchod Ťiang-si a přilehlé fuťienské pohraničí. Vzhledem k tomu, že velitelé 19. pochodové armády nebyli věrní stoupenci Čankajška, byl tento krok hodnocen jako jeho snaha o využití armády v bojích s komunisty a současně její oslabení těmito boji, aby nepředstavovala hrozbu pro něj a jeho osobní moc. 19. pochodová armáda vstoupila do Fu-ťienu v červnu 1932, její velitel Ťiang Kuang-naj byl jmenován předsedou fuťienské vlády, přičemž ve velení armádě ho vystřídal Cchaj Tching-kchaj. Správa Fu-ťienu byla poté pod kontrolou velitelů 19. pochodové armády. Členové Prozatímního akčního výboru Kuomintangu (takzvané „Třetí strany“), kteří měli blízko k 19. pochodové armádě, byli Cchaj Ting-kajem a dalšími dosazeni do různých funkcí v provinční administrativě. 
V bojích s komunisty armáda narazila na houževnatý odpor Rudé armády. Zpočátku získala převahu a obsadila některá území Čínské sovětské republiky, ale pak byla poražena vojsky Pcheng Te-chuaje (3. sbor čínské Rudé armády) a měla nemalé ztráty, takže Čankajšek ji obvinil z neochoty bojovat. Velitelé armády si na to stěžovali a stále více se Čankajškovi odcizovali.
V květnu 1933 se Čchen Ming-šu, který byl Čankajškem odsunut z vlády a odcestoval na studijní cestu do Evropy, vrátil z Evropy do Hongkongu a jednal s Li Ťi-šenem o sjednocení protičankajškovské opozice ve Fu-ťienu, Kuang-tungu a Kuej-čou. Poté Čchen odjel do Fu-čou a tajně projednával případnou akci proti Čankajškovi s Ťiang Kuang-najem, Cchaj Ting-kajem a Teng Š’-cengem. Pokusili se o spojenectví s generály ovládajícími Kuang-tung (Čchen Ťi-tchang) a Kuang-si (Li Cung-žen), ale nedosáhli úspěchu. S komunisty, se kterými hraničili na západě, se koncem října 1933 dohodli na neútočení, ukončení blokády obchodu a případné další spolupráci v budoucnosti, dohoda zůstala tajná.
Když se Čankajšek dozvěděl o aktivitách Čchen Ming-šua, pověřil Lin Sena, předsedu kuomintangské vlády, aby přesvědčil Čchena k zastavení rozvratných akcí, Čchen se však nenechal přesvědčit a Cchaj Tching-kchaj se poté odmítl setkat s Čankajškem. Naopak 18. listopadu 1933 proběhlo ve Fu-čou setkání vůdců protičankajškovské opozice, které rozhodlo o zahájení vzpoury k 20. listopadu. Toho dne se ve Fu-čou sešel „prozatímní sjezd Čínského národního lidového shromáždění“, který rozhodl o ustavení Lidové revoluční vlády Čínské republiky, usnesl se na principech zahraniční a vnitřní politiky (zejména zrušení nerovných smluv, boj proti Čankajškovi a Japonsku, ochrana práv lidu a osvobození dělníků a rolníků), určil novou vlajku, zvolil jedenáctičlennou lidovou revoluční vládu Čínské republiky (Li Ťi-čchen, Čchen Ming-šu, Čchen Jou-žen, Ťiang Kuang-naj, Cchaj Tching-kchaj, Taj Ťi, Chuang Čchi-siang, Sü Čchien, Fang Čen-wu, Li Čang-ta a Che Kung-tang) a za nejvyšší orgán státní moci prohlásil sjezd rolníků, obchodníků, průmyslníků, studentů a vojáků. Dne 22. listopadu pak byla oficiálně vyhlášena Lidová revoluční vláda Čínské lidové republiky a proběhla inaugurace jejího předsedy a členů, přičemž Li Ťi-šen se stal předsedou vlády a výboru pro vojenské záležitosti, Čchen Jou-žen ministrem zahraničních věcí, Ťiang Kuang-naj ministrem financí, Che Kung-tang guvernérem provincie Fu-ťien, Chuang Čchi-siang předsedou výboru pro hospodářské záležitosti a náčelníkem generálního štábu a 19. pochodová armáda byla reorganizována na Lidovou revoluční armádu, s velitelem Cchaj Tching-kchajem. Kromě nové vlajky byl zaveden i nový letopočet. Členové vlády vstoupili do nově zřízené Strany produktivních lidí (生产人民党). Vyhlášena byla pozemková reforma, která měla spočívat ve vykoupení půdy statkářů a její rozdělení mezi rolníky, zůstala ovšem pouze na papíře. Kvůli prudkému nárůstu vojenských výdajů však nová vláda začala zvyšovat daně, což vyvolalo odpor zejména mezi podnikateli.
Vedení Kuomintangu a kuomintangská vláda tvrdě odsoudilo fuťienský režim jako přeběhlictví ke komunistické straně a zradu a natrvalo vyloučilo z Kuomintangu řadu vysokých úředníků vlády Čínské republiky, přičemž Čankajšek organizoval vojenské síly, které se připravovaly na zásah proti vzpouře. Držitelé moci v provinciích zaujali buď vyčkávací, nebo odsuzující postoj a nikdo povstalce nepodpořil. Pouze komunisté pokračovali v kontaktech s představiteli 19. pochodové armády a koncem listopadu s nimi uzavřeli další dohodu o vzájemných hranicích a neútočení, nicméně nad její rámec nešli. Samotná fuťienská vláda držela dohody s komunisty v tajnosti, odmítla koordinaci vojenských operací a veřejně popírala spolupráci s nimi. Komunisté ji pouze částečně pomohli svou prosincovou ofenzívou proti Čankajškovým oddílům na pomezí Ťiang-si a Fu-ťienu, kde se stýkaly regiony ovládané komunisty, Čankajškovci a povstalci. Začátkem prosince pak komunisté, v reakci na pasivitu fuťienské vlády a její neochotu byť i jen začít se slibovanými politickými a ekonomickými reformami, vydali  prohlášení, že fuťienská vláda „není lidová a není revoluční“ a že „všichni ti, kteří chtějí jít třetí cestou mezi revolucí a kontrarevolucí, jsou odsouzeni k neúspěchu“. Současně důvěrně vyzývali fuťienskou vládu k zahájení reforem a následné užší spolupráci.
Kuomintangská vláda od konce listopadu do poloviny prosince shromáždila v Če-ťiangu a Ťiang-si přes 150 tisíc vojáků, v polovině prosince začaly první boje a začátkem ledna kuomintangská vojska zahájila všeobecný útok ve třech proudech (jeden postupoval podél pobřeží, druhý podél hranic s Ťiang-si a třetí mezi nimi). Fuťienská vláda disponovala maximálně 40 tisíci vojáky, se kterými nekladla útočníkům vážný odpor. Během tří týdnů byl Fu-ťien dobyt Čankajškovými silami a vůdci povstání vesměs uprchli nebo přeběhli k Čankajškovým silám.